# 孙东东
孙东东（男，1959年12月20日—）北京人。北京大学法学院副教授，北京大學司法鑒定中心主任，司法精神病学专家，中国中央电视台业余主持人。浙江慈溪人。

## 从事高考志愿指导工作
1988年起，孙东东参与北京大学招生工作，此期间在全国各地参与众多高考咨询会，时而也在北京电视台、中央电视台担任教育类节目嘉宾主持，主谈高考志愿填报。

## “三鹿奶粉污染事件”相关言论
事發後孫東東讚揚衛生部雖然“六月初已有人向衛生部舉報,八月明確事件,雖然延至九月才曝光,但衛生部「並沒有存在延遲通報的問題」”，並認同三鹿集團“召回產品,主動承擔責任”。” 而令孫東東在公法界初露頭角。

## 上訪道歉事件
2009年4月，孙东东在接受《中国新闻周刊》采访时说：“对那些老上访专业户，我负责任地说，不说100%，至少99%以上精神有问题，都是偏执型精神障碍。”，结果其言论遭到舆论质疑。一时间，“做人不要太孙东东”、“以孙东东为戒”等也成为网路流行语。
4月6日，孙东东发表声明称对一些内容因表述不当引起争议和误解表示遗憾。如果因这些内容伤害了一些人的感情，诚恳地向他们致以深深的歉意。

## 参看
- 北京大學法學院
- 信訪